# Paúl do Mar

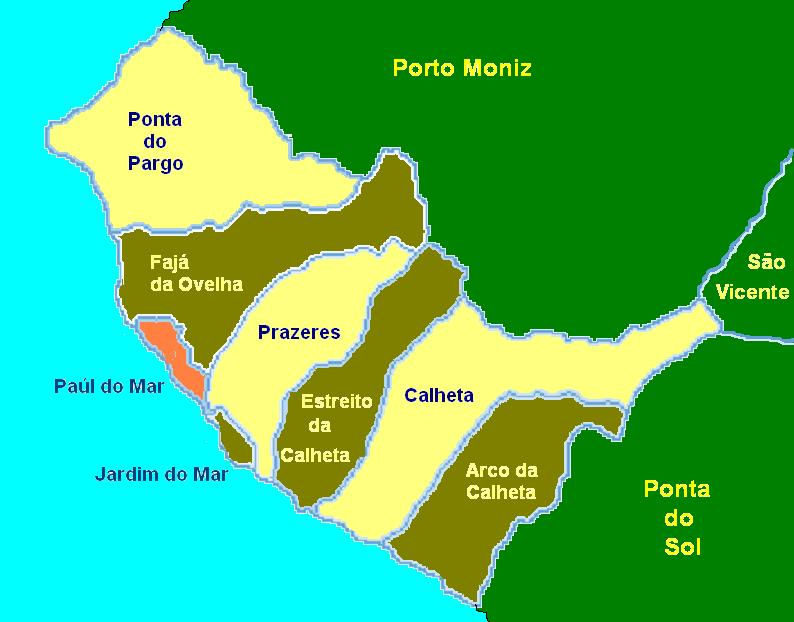
Calheta járás települései

Paúl do Mar mintegy ezer lakosú halászfalu Madeira szigetének Calheta járásában.
Paul do Mar egy festői halászfalu Madeira szigetén, Portugáliában. A település a sziget délnyugati partján található, Calheta község része. Paul do Mar híres lenyűgöző tengerpartjáról, hagyományos halászkultúrájáról és a szörfösök körében népszerű hullámairól. A falu egy keskeny partszakaszra épült, amelyet az óceán és a meredek hegyek közé szorítottak, így különleges, elszigetelt hangulata van.
Történelem és kultúra:
Paul do Mar egykor a halászat és a mezőgazdaság központja volt, különösen a banán- és cukornádtermesztésben játszott fontos szerepet. A helyi lakosok még ma is őrzik a hagyományos életmódot, de a turizmus is egyre nagyobb szerepet kap.
Látnivalók és programok:
Halászkikötő: A falu központjában található kis kikötő ma is aktív, ahol friss halat árulnak, és megfigyelhető a helyiek mindennapi élete.
Szörfözés: Paul do Mar az egyik legjobb hely a szörfözésre Madeirán, különösen a tapasztalt szörfösök körében népszerű a nagy hullámok miatt.
Levada séták: A környező hegyekben számos levada (öntözőcsatorna menti) túraútvonal található, amelyek lélegzetelállító kilátást nyújtanak az Atlanti-óceánra.
Fesztiválok: Az egyik legismertebb esemény a "Festa da Lapa," egy hagyományos kagylófesztivál, amelyet nyáron tartanak, sok zenével és helyi ételekkel.

## Földrajzi helyzete, közlekedése
A sziget délnyugati részén egy keskeny parti teraszon épült, a Ribeira Seca és a Ribeira das Galinhas torkolata között. Kikötője csak kisebb hajók fogadására alkalmas. A terasz belső peremén vezet az Estreito da Calhetát Fajã da Ovelhával összekötő (tengerparti) ER 223 út, aminek Jardim do Mar és Paúl do Mar közötti, több mint egy kilométeres szakasza alagútban halad, a falu északi végétől pedig szerpentinen kapaszkodik fel Fajã da Ovelha felé.

## Látnivalók, nevezetességek
- A falu főterére hatalmas gumifa vet árnyékot.
- A kikötőben egy halászt ábrázoló szobor áll.